# Mala Breza
Mala Breza je naselje u slovenskoj Općini Laškom. Mala Breza se nalazi u pokrajini Štajerskoj i statističkoj regiji Savinjskoj. 

## Stanovništvo
Prema popisu stanovništva iz 2002. godine naselje je imalo 217 stanovnika.